# Mangulile
Mangulile est une municipalité du Honduras, située dans le département d'Olancho. La municipalité comprend 16 villages et 121 hameaux. Elle est fondée en 1882.

## Crédit d'auteurs
- (en) Cet article est partiellement ou en totalité issu de l’article de Wikipédia en anglais intitulé « Mangulile » (voir la liste des auteurs).